# Champ de captage de Crépieux Charmy
Pour les articles homonymes, voir Charmy.
Le champ de captage de Crépieux Charmy ou îles de Crépieux Charmy, est un champ de captage d'eau potable de 375 hectares constitué par les deux îles formées par les canaux de Miribel et de Jonage ainsi que par le Vieux Rhône,.
Ce champ captant exploite la nappe alluviale du Rhône.

## Exploitation
Il est exploité depuis janvier 2023 par Eau publique du Grand Lyon. Il est situé sur le territoire de Vaulx-en-Velin et de Rillieux-la-Pape — au sud du quartier de Crépieux-la-Pape et à l'ouest du Grand Parc de Miribel-Jonage —. Il constitue la principale source d'alimentation en eau potable de la métropole de Lyon, le plus grand champ de captage d'Europe.

## Protection environnementale
Le site est une ancienne réserve naturelle volontaire (RNV), ce classement a pris fin au début des années 2000, il a été remplacé par un APPB le 31 janvier 2006 et fait partie du réseau Natura 2000, c'est aussi une ZNIEFF,.